# Jordi Fornas i Martínez
Jordi Fornas i Martínez   (Barcelona, 5 de desembre de 1927 - 1 de setembre de 2011) fou un pintor, grafista, fotògraf i escultor català. Format a l'Escola de Belles Arts de Sant Jordi i anà pensionat a París. Pertany a la generació de les Bienales Hispanoamericanas i la seva obra parteix d'un figurativisme esquematitzat, amb ressonàncies cubistes, que l'ha portat a un estil sòlid i personal, expressat a través de diverses exposicions.
Tanmateix, el relleu més destacat assolit per la seva obra és en el camp del grafisme. Des dels primers anys seixanta fou el responsable de la imatge gràfica de la nova Edicions 62, dels inicis de la Gran Enciclopèdia Catalana, de la revista Serra d'Or i de la discogràfica Edigsa. Allà aconseguí trobar un disseny gràfic peculiar, molt aviat combinat amb fotografies d'ell mateix, molt entroncat amb la modernitat europea del moment, que aconseguí dotar aquelles iniciatives innovadores d'un aspecte nou que contrastava amb la imatge conservadora que presentava la migrada producció editorial catalana del moment. Entre els dissenys més emblemàtics i reconeguts trobem la col·lecció "La cua de palla" (dirigida per Manuel de Pedrolo) 
Una bona col·lecció seva d'originals fotogràfics i de grafisme es conserva a la Biblioteca de Catalunya, on hi ha també una de les seves pintures sobre tela més destacades.
Jordi Fornas morí a casa seva, a Sarrià, l'1 de setembre de 2011 a l'edat de 83 anys. Era germà de Josep Fornas, antic conseller polític del President Josep Tarradellas durant la dictadura.